# Naissance en 1225
Naissance
- 1221
- 1222
- 1223
- 1224
- 1225
- 1226
- 1227
- 1228
- 1229

Cette page dresse une liste de personnalités nées au cours de l'année 1225 :

## En Europe
- Isabelle de France, fille du roi de France.

- Franciscus Accursius, jurisconsulte italien.
- Aimery IX de Thouars,  23e vicomte de Thouars.
- Coppo di Marcovaldo, peintre italien.
- Jean de Joinville, noble champenois et historien de Saint Louis.
- Gaston VII de Béarn, vicomte de Béarn
- Jordanus Nemorarius, mathématicien allemand.
- Shem Tov Falaquera, poète et philosophe.
- Béatrice Fieschi, ou Béatrix Fieschi de Lavagna, comtesse de Savoie.
- Guigues VII de Viennois, dauphin de Viennois, comte d'Albon, de Grenoble, d'Oisans, de Briançon, d'Embrun et de Gap.

- Alice de Schaerbeek, moniale cistercienne, lépreuse et mystique.
- Gertrude de Hohenberg, Première épouse de l’empereur Rodolphe Ier de Habsbourg, elle règne sous le nom de Anna de Habsbourg.
- Nicolas de Hanapes, prêtre dominicain et dernier patriarche latin de Jérusalem.
- Innocent V, ou Pierre de Tarentaise, pape.
- Ladislas d’Opole, duc de Kalisz, de Wieluń, d’Opole et de Racibórz.
- Marie de Brienne, impératrice de Constantinople.
- Philippe II de Montfort-Castres, seigneur de la Ferté-Alais, de Bréthencourt et de Castres-en-Albigeois et comte de Squillace.
- Saint Thomas d'Aquin, théologien et philosophe italien.

## En Asie
- Rabban Bar Sauma, Ouïghour chrétien à l'époque de la domination mongole, originaire de Pékin, qui se fit moine nestorien.
- Fujiwara no Kitsushi, impératrice consort du Japon.

## Crédit d'auteurs
- Cet article est partiellement ou en totalité issu de l'article intitulé « 1225 » (voir la liste des auteurs).